# Vila (São Mamede do Coronado)
Vila é um lugar de São Mamede do Coronado, no concelho da Trofa
.

## História
O lugar de Vila foi o lugar sede de São Mamede do Coronado, posteriormente a sede de São Mamede do Coronado mudou-se para o lugar de Água Levada, também chamado de Feira Nova.

## Património
No lugar de Vila está situada a Igreja Paroquial de São Mamede do Coronado, de dimensões consideráveis, sofreu ao longo dos séculos diversas obras de beneficiação, mandadas executar pelos vários párocos. Na frontaria, pode-se ver inscrita a data 1777, ano em que terá sido levada a cabo uma grande restauração. No entanto é possível encontrar indícios que apontam para datas bem anteriores. Na frontaria são lavrados na sua cantaria vários pormenores decorativos. O portal é neo-clássico. Acima deste, sobre o eixo da porta, um nicho alberga a imagem de São Mamede. A completar o quadro, uma cruz eleva-se ao alto, e sobre os ângulos laterais, dois pináculos, como remate dos cunhais da cantaria. Do corpo da igreja, salientam-se altares que por estarem em arcos entrados nas paredes dão ao templo um ligeiro ar de cruzeiro. A capela-mor é obra já de meados do século XVIII. Realce ainda para as pinturas do tecto da nave e para o órgão de tudos. As grandes preciosidades da igreja são, no entanto, uma custódia do século XVII e um cálice, que foram expostos em 1953 na Exposição de Arte Sacra do Concelho de Santo Tirso.
Para além da igreja, existe ainda um conjunto de cruzes, cruzeiros (Calvário do Monte das Cuzes) e alminhas. Também em Vila está situado o Salão Paroquial São José, a imagem e fonte de Nossa Senhora de Lurdes, e o Jardim do Largo Padre Joaquim de Sousa Ferreira e Silva, onde está um cruzeiro de grande dimensão com a imagem de Cristo crucificado, bem como o busto do Padre Joaquim de Sousa Ferreira e Silva e o busto do Padre Manuel Domingues dos Santos.
Existiu neste lugar, na Rua de São Roque, uma Capela de invocação a São Roque, posteriormente destruída.

## Festividades
- Espírito Santo - com festa quarenta dias após a Páscoa.
- Senhor dos Passos - terceiro Domingo da quaresma[3]
- Santo Amaro - 15 de Janeiro